# Kerfalla Person Camara
Ne pas confondre avec le général guinéen Kerfalla Camara.
Pour les articles homonymes, voir Camara.
Kerfalla Camara dit KPC, est un entrepreneur et homme d'affaires guinéen. Il est actuellement le Président Directeur Général du groupe Guicopres dont il a fondé la société mère, Guicopres BTP, en 1998.

## Formation
En 1996, il obtient une licence en économie et finance, octroyée par l’université Gamal-Abdel-Nasser de Conakry. Il est aussi titulaire d'une maîtrise en administration des affaires.

## Carrière
En 1998, Kerfalla Camara crée la société Guicopres BTP. Pour autant sa société ne commence vraiment à se faire connaître et à engranger des marchés importants que 10 ans plus tard. Début 2008, elle obtient le contrat de rénovation du stade du 28-Septembre, qui devient tristement célèbre l'année suivante, pour les massacres qui s'y déroulent le 28 septembre 2009. Ces massacres lui vaudront d'être mis sur liste noire par l'Union européenne, et de demander à être blanchi, indiquant ne pas être lié à ces événements ultérieurs,. Par contre, des critiques ont été émises sur la rénovation du stade par la Fédération guinéenne de football. 
Lorsque l'officier Moussa Dadis Camara s'empare du pouvoir, KPC gagne sa sympathie en rénovant le mess du camp Alpha Yaya Diallo, devenu, de fait, le siège du nouveau pouvoir guinéen. En 2009, il crée la première filiale de ce qui devient le groupe Guicopres, la société GMI (Guico Multiservices International). Kakande Immobilier et Nalou Transit viendront s'ajouter au groupe un an plus tard. Il obtient ensuite d'autres travaux dans ce même camp militaire, mais surtout un contrat de 500 milliards de francs guinéens (73 millions d’euros) pour la reconstruction des casernes du pays, un grand chantier placé dans les priorités par le successeur de Moussa Dadis Camara, Sékouba Konaté. Sa désormais proximité avec le pouvoir lui permet de se voir octroyer de nombreux  contrats publics par la suite.
Il se voit décerner en 2014 le  titre annuel de «Meilleur manager africain», par le CIMA (Conseil international des managers africains ), une distinction qu'il dédie au nouveau président guinéen, Alpha Condé, le successeur de Sékouba Konaté. Il n'oublie pas non plus de rendre un « vibrant hommage » à Alpha Condé pour les contrats obtenus lors d'une visite du roi du Maroc, Mohamed VI,  en Guinée.

## Entrepreneurs
Kerfalla Camara est aussi président de l’association nationale des constructeurs de Guinée (ANCG) et vice-président de la confédération patronale des entreprises de Guinée (CPEG).

## Sport
Il est le Président du Hafia Football Club
En 2021, IL est candidat a l'élection de président pour la Fédération guinéenne de football.

## La fondation KPC
En 2010, Kerfalla Person Camara crée la fondation KPC dans un but humanitaire. Cette dernière a offert des fournitures aux orphelins de l'épidémie de maladie à virus Ebola qui a touché la Guinée en 2014.

## Prix et reconnaissances
- 2020 : Prix Panafricain du Meilleur Chef d’Entreprise pour le Développement et l’Émergence de la Guinée Conakry[13].
- 2014 : Récipiendaire de l’Ordre national du Lion du Sénégal
- 2014 : Oscar du meilleur manager Africain en 2014 par le Conseil International des Managers Africains CIMA[14].